# Szárazhegy (Szlovénia)
Szárazhegy (szlovénül: Suhi Vrh,  vendül Sühi vrej) falu Szlovéniában, Muravidéken, Pomurska régióban.  Közigazgatásilag Alsómaráchoz tartozik.

## Fekvése
Muraszombattól 10 km-re északkeletre a Suliče-patak partján fekszik.

## Története
A település területe már az ókorban lakott volt. Ezt bizonyítják a határában található római kori halomsírok.
A trianoni békeszerződésig Vas vármegye Muraszombati járásához tartozott, 1919-ben átmenetileg a de facto Mura Köztársaság része lett. Még ebben az évben a Szerb–Horvát–Szlovén Királysághoz csatolták, ami 1929-től Jugoszlávia nevet vette fel. 1941-ben átmeneti időre ismét Magyarországhoz tartozott, 1945 után visszakerült jugoszláv fennhatóság alá. 1991 óta a független Szlovénia része. 2002-ben 95 lakosa volt.

## Nevezetességei
- Római kori halomsírok.
- Kápolna.

## Híres szülöttek
- Farkas Ádám (költő)